# Szontagh Pál Iván
Szontagh Pál Iván (Budapest, 1975. június 6. –) magyar tanár, közoktatási vezető, pedagógiai szakértő, főiskolai tanár

## Életpályája
1997–2013 között a Vajda Péter Ének-zenei Általános és Sportiskola tanára, 1999–2005 között igazgatóhelyettese, 2005–2013 között igazgatója volt. 2013-tól a Református Pedagógiai Intézet pedagógiai szakértője, igazgatóhelyettese, 2014-től 2024-ig igazgatója, 2024-től címzetes igazgatója. 2014 óta oktat a Károli Gáspár Református Egyetem Tanítóképző Főiskolai (2021-től Pedagógiai) Karán, előbb óraadó oktatóként, majd tanársegédként, 2018-tól főiskolai docensként, 2023-tól főiskolai tanárként. 2024-től a Károli Gáspár Református Egyetem Pedagógusképző Központjának főigazgatója. 2020-tól 2024-ig óraadó oktató volt az Eötvös Loránd Tudományegyetem Pedagógiai és Pszichológiai Karán. 2017-tól a Magyar Református Nevelés folyóirat főszerkesztője.

## Végzettségei
- ELTE Tanárképző Főiskolai Kar magyar–történelem szakos tanár (1997)
- PTE BTK történelem szakos bölcsész, középiskolai tanár (2000)
- BME GTK közoktatási vezető, pedagógus szakvizsga (2002)
- KRE Állam- és Jogtudományi Doktori Iskola, PhD (2018)

## Főbb művei
- To become a teacher. The Role of Reformed Church teacher training in the development of the sociological processes of vocational careers. (társszerző) KRE PK, Nagykőrös, online edition, 2024. (ISBN (online): 978-615-6637-24-6)
- Pedagóguskép–pedagógusképzés. A református pedagógusképzés eredményei a pálya- és hivatásszociológiai folyamat horizontján (társszerző), KRE PK, Nagykőrös, 2023, 157 p. (ISBN 978-615-6637-06-2)
- Miért (nem) leszek pedagógus? KRE–L’Harmattan, 2021, 188 p. (ISBN 978-963-41-4865-4)
- Dekameron 2020 Magyarország – irodalmi antológia (társszerző), Forza KE-FA Bt., 2020, 200 p. (ISBN 978-615-00-8214-1)
- Érték, rend, értékrend: A keresztyén pedagógusokkal szemben támasztott minőségi és etikai elvárások, valamint azok kodifikációs problémái, Budapest: Patrocinium Kiadó, 2018, 310 p. (ISBN 978-963-413-203-5)
- A vezetői szerep: Hatékony vezetés 1. (egyetemi jegyzet), Budapest: Nemzeti Közszolgálati Egyetem, 2018, 36 p.  (ISBN 978-615-5057-97-7)
- A reformáció tanítása – a tanítás reformációja: Megújuló szakmai szolgáltatás a református köznevelésben (Dr. Jakab-Szászi Andreával és Moncz Anikóval), Budapest: Református Pedagógiai Intézet, 2016, 116 p.
- Hogy az iskola mindannyiunké legyen: szemelvények a Vajda Péter Ének-zenei Általános és Sportiskola projektpedagógiai munkásságából   (alkotószerkesztő),  Budapest: Vajda Péter Ének-zenei Általános és Sportiskola, 2009. 132 p.
- Józsefváros közoktatása: az alapfokú oktatás története 1777-től 1994-ig (Győrfi Bernadettel), Budapest: Országos Pedagógiai Könyvtár és Múzeum, 2006, 103 p., (ISBN 963-9315-97-4)
- Pedagógiai kaleidoszkóp: előadások a Budapesti Pedagógusok Szakmai Szervezete konferenciáiról (alkotószerkesztő Ligeti Csáknéval, Medgyes Sándornéval), Budapest: Budapesti Pedagógusok Szakmai Szervezete, 2005 (ISBN 963-218-492-0)
- Kihívások és válaszok az általános iskolában (alkotószerkesztő), Budapest: Ikerhold Kiadó, 2004, 85 p. (ISBN 963-9312-90-8)
- Vár a Vajda: ünnepi képes könyv (alkotószerkesztő), Budapest: Vajda Péter Ének-zenei Általános és Sportiskola, 2004, 88 p.
- Kotsis Iván (Tudós tanárok – tanár tudósok sorozat), Budapest: Országos Pedagógiai Könyvtár és Múzeum, 2003. 135 p. (ISBN 963-9315-64-8)
- Vajda csak egy van: jubileumi évkönyv 1924–1999. (alkotószerkesztő Körmendy Károllyal), Budapest: Vajda Péter Ének-zenei Általános és Sportiskola, 1999 (ISBN 963-00-3337-2)

## Díjai, elismerései
- Kodály-érem (1998)
- Zenit 41 Apáczai Diploma Díj – arany fokozat (2007)
- Területi Prima Díj (2007)
- Példakép Díj (2008)
- Bárczy István-díj (2011)
- Vajda-díj (2013)
- Szenczi Molnár Albert-díj (2023)